# 第40回宝塚記念
第40回宝塚記念（だい40かいたからづかきねん）は、1999年7月11日に阪神競馬場で施行された競馬競走である。
前年の有馬記念に続きグラスワンダーが優勝し、グランプリ連覇を果たした。
馬齢は一部を除いて旧表記を用いる。

## レース施行時の状況
春のG1戦線を締めくくる「グランプリ」宝塚記念。
例年、この暑い夏の時期は休養に入る馬も多く、このレースがフルゲートになることはなく、この年も例外ではなかった。
しかし、前年くらいからは、有力馬に限れば、回避は少なくなってきていた（この時に回避した有力馬はメジロブライト、セイウンスカイ、シルクジャスティス程度）。これは、近代競馬のスピード化や、当時活躍馬が多かった外国産馬（いわゆるマル外）は天皇賞を含む一部のG1レースに出走できず、外国産の有力馬にとっての春の中長距離G1は宝塚記念ただ一つというのも影響していた。
この競走で単勝1番人気に支持されたのは、同年の天皇賞（春）を制し、宝塚記念の後は凱旋門賞への出走を計画していた東京優駿（日本ダービー）優勝馬のスペシャルウィークであった。2番人気はスペシャルウィークと同年生まれで、怪物と称され3歳チャンピオン（JRA賞最優秀3歳牡馬部門受賞）に輝きながら翌年骨折し、復帰後は4歳ながら前年の有馬記念に勝った外国産馬のグラスワンダーであった。レースはこの2頭の争いと見られていた。離れた3番人気は3歳馬のオースミブライト。
この年から一般公募による宝塚記念オリジナルのファンファーレの使用が開始され、早川大海が作曲した曲が選ばれた。

## 出走馬と枠順
| 枠番 | 馬番 | 競走馬名           | 性齢 | 騎手     | オッズ      | 調教師   |
| ---- | ---- | ------------------ | ---- | -------- | ----------- | -------- |
| 1    | 1    | ステイゴールド     | 牡6  | 熊沢重文 | 32.5（7人） | 池江泰郎 |
| 2    | 2    | ヒコーキグモ       | 牡6  | 安藤勝己 | 187.3(9人)  | 谷潔     |
| 3    | 3    | オースミブライト   | 牡4  | 蛯名正義 | 15.9(3人)   | 中尾正   |
| 4    | 4    | スエヒロコマンダー | 牡5  | 藤田伸二 | 28.0(6人)   | 松元茂樹 |
| 5    | 5    | グラスワンダー     | 牡5  | 的場均   | 2.8(2人)    | 尾形充弘 |
| 5    | 6    | インターフラッグ   | 牡7  | 河内洋   | 296.4(10人) | 工藤嘉見 |
| 6    | 7    | マチカネフクキタル | 牡6  | 佐藤哲三 | 34.6(8人)   | 二分久男 |
| 6    | 8    | スターレセプション | 騸8  | 幸英明   | 587.3(12人) | 松田博資 |
| 7    | 9    | スペシャルウィーク | 牡5  | 武豊     | 1.5(1人)    | 白井寿昭 |
| 7    | 10   | キングヘイロー     | 牡5  | 柴田善臣 | 26.7(5人)   | 坂口正大 |
| 8    | 11   | ローゼンカバリー   | 牡7  | 菊沢隆徳 | 18.6(4人)   | 鈴木康弘 |
| 8    | 12   | ニシノダイオー     | 牡8  | 村本善之 | 317.5(11人) | 松田正弘 |

## レース内容

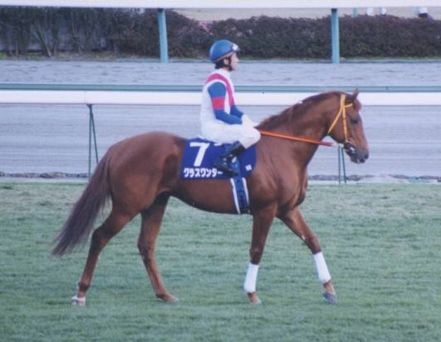
勝ち馬・グラスワンダー
（1999年12月26日）

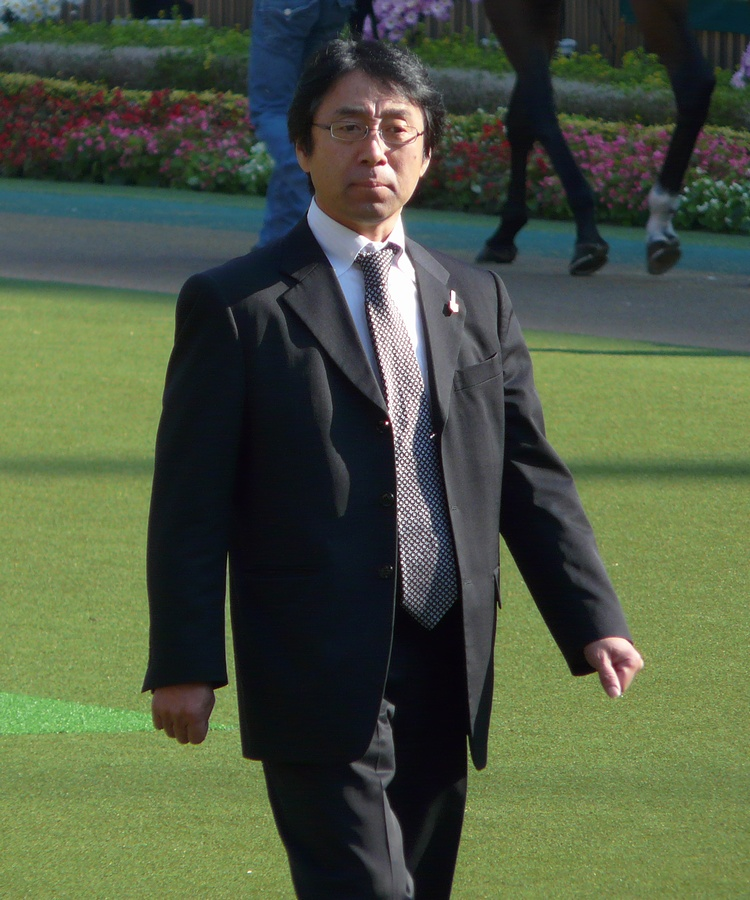
勝利騎手・的場均
（2010年11月27日）

### レース展開
レースはまずニシノダイオーがハナ（先頭）に立ち、その後ろにヒコーキグモ、ステイゴールド、キングヘイロー、そして人気のスペシャルウィークが続き、その真後ろにグラスワンダーが追走した。
その後もレースはスローペースで進み、向こう正面でもスペシャルウィークが中盤に控え、これをマークする形で真後ろにグラスワンダーが続いた。このあたりで一度、スペシャルウィーク騎乗の武がグラスワンダーと騎乗していた的場均を探して左右を確認する仕草が見られ、このとき関西テレビの競馬中継の実況をしていた杉本清が「さあ、相手はこれと決めた時の的場均は怖いぞ。」と実況した。
的場とグラスワンダーは、武とスペシャルウィークをマーク。スペシャルウィークと武からしてみれば、的場とグラスワンダーに格好の標的とされてしまっていた。第3コーナー手前からスペシャルウィークが進出し、グラスワンダーもそれを見るようにポジションを押し上げていった。
そしてスペシャルウィークが第3コーナーで先頭に立ち、最後の直線入り口でスパートをかけるも、スペシャルウィークを標的に定めていたグラスワンダーが外から満を持して進出し、直線半ばであっという間にスペシャルウィークを抜き去り3馬身差をつけて快勝。敗れたスペシャルウィークも3着以下に7馬身もの大差をつけた結果となった。

### 結果
| 着順 | 馬名               | 勝ち時計 |
| 1着  | グラスワンダー     | 2.12.1   |
| 2着  | スペシャルウィーク | 3        |
| 3着  | ステイゴールド     | 7        |
| 4着  | ローゼンカバリー   | 1 1/4    |
| 5着  | マチカネフクキタル | クビ     |
| 6着  | オースミブライト   | クビ     |
| 7着  | スエヒロコマンダー | ハナ     |
| 8着  | キングヘイロー     | 3 1/2    |
| 9着  | ニシノダイオー     | 4        |
| 10着 | ヒコーキグモ       | 1 3/4    |
| 11着 | インターフラッグ   | ハナ     |
| 12着 | スターレセプション | 7        |

## 達成された記録
- グラスワンダーは史上4頭目の有馬→宝塚でのグランプリ秋春連覇（グラスワンダー以前にスピードシンボリ・トウショウボーイ・マヤノトップガンが達成）

## レース後
スペシャルウィーク陣営は「バネが違いすぎる」とグラスワンダーに完敗を認め、予定されていた凱旋門賞挑戦は白紙撤回された。その後2頭は再び第44回有馬記念で激突している。

## その他
- これから8年後の第48回宝塚記念でも似たようなレース展開、結果となった。スペシャルウィークと同じく、春の天皇賞馬のメイショウサムソンをアドマイヤムーンが終始マークし、最後の直線で2頭が馬群から抜け出し、直線半ばでアドマイヤムーンがメイショウサムソンを抜き去るという結果となっている。また、2頭とも4歳馬（旧5歳）であったというのも同じである。
- 2011年開催の第52回宝塚記念ではグラスワンダー産駒のアーネストリー（鞍上・佐藤哲三）がコースレコードで同レースを制し史上初の父子制覇を達成した。また、2着にはスペシャルウィーク産駒のブエナビスタ（鞍上・岩田康誠）が入線したことで産駒同士でのワンツーとなる結果になった。
- 2018年に放送されたテレビアニメ作品『ウマ娘 プリティーダービー』の第1期・第8話「あなたの為に」は、本レースを題材として制作された。アニメファンである小島太一騎手（現・調教助手）は競馬情報誌「サラブレ」2018年7月号[3]にて行われた同アニメのプロデューサー伊藤隼之介との対談にて、このアニメを本レースの勝利騎手である的場均（現・調教師）に見せ、太鼓判を押された事を語っている[4][5]。